# Gornje Rašane
Rashan en albanais et Gornje Rašane en serbe latin (en serbe cyrillique : Горње Рашане) est une localité du Kosovo située dans la commune/municipalité de Mitrovicë/Kosovska Mitrovica et dans le district de Mitrovicë/Kosovska Mitrovica. Selon le recensement kosovar de 2011, elle compte 364 habitants, dont 363 Albanais.
En 2011, le hameau de Donje Rašane, qui jusqu'alors était rattaché constituait une entité administrative séparée, a été rattaché à Rashan/Gornje Rašane.

## Démographie

### Évolution historique de la population dans la localité
| 1948 | 1953 | 1961 | 1971 | 1981 | 1991 | 2011 |
| ---- | ---- | ---- | ---- | ---- | ---- | ---- |
| 203  | 205  | 212  | 247  | 263  | 308  | 364  |

|  |